# 李躍龍
李躍龍（1580年—1616年），字抱一，號禹門，河南夏邑縣人，歸德府商丘縣籍，明朝官員。

## 生平
甲午河南鄉試第三名舉人，萬曆三十八年（1610年）庚戌科會試二百六十九名，第三甲第二百十六名進士。吏部觀政，授湖廣武昌縣知縣。萬曆四十二年（1614年）被論，次年左遷山東按察司照磨。萬曆四十四年（1616年）陞長山縣知縣，卒。

## 家族
曾祖李聰；祖李隨；父李光大，壽官；母劉氏。永感下。弟應龍；見龍；猶龍；雲龍。子珪；璋；琮；璜；珩；瓚。